# Mea Puglia Festival
Mea Puglia Festival — фестиваль італійської пісні, започаткований у 2009 році популярним співаком Аль Бано, який проводиться щороку в серпні у Челліно-Сан-Марко (Апулія). На ньому виступали і виступають багато відомих в Італії і поза її межами співаків: Монсеррат Кабальє (Montserrat Caballé), Тото Кутуньйо (Toto Cutugno), Джанні Моранді (Gianni Morandi), Матія Базар (Matia Bazar), Кекко Дзалоне (Checco Zalone), П'єрдавіде Кароне (Pierdavide Carone), Ліно Банфі (Lino Banfi) та інші. Цей фестиваль є однією з головних подій регіону, яку щорічно відвідують багато фанатів італійської музики.

## 2009
Фестиваль проводився 8-10 серпня. У перший рік проведення фестивалю у ньому взяли участь такі артисти як: Робі Факкінетті (Roby Facchinetti), Матія Базар (Matia Bazar), Дольченера (Dolcenera), Мікеле Плачідо (Michele Placido), Луїза Корна (Luisa Corna), Франко Мікаліцці (Franco Micalizzi) та гурт QdF (Quelli della Frisa).

## 2010
Фестиваль 2010 року вважається поки що найкращим серед тих небагатьох, які були досі проведені в Челліно. Перш за все через надзірковий склад гостей, які в ньому взяли участь, а саме: Монсеррат Кабальє (Montserrat Caballé) та її дочка Монсеррат Марті (Montserrat Marti), Мікеле Плачідо (Michele Placido), Федеріка Вінченті (Federica Vincenti), Джузеппе Джаковаццо (Giezeppe Giacovazzo), Літл Тоні (Little Tony), Янніс Плутархос, Тото Кутуньйо (Toto Cutugno), Мауріціо Фабріціо (Maurizio Fabrizio), Робі Факкінетті (Roby Facchinetti), Маттія де Лука (Mattia De Luca) та дочка Аль Бано — Крістель Каррізі (Cristel Carrisi), яка виконала кілька пісень зі свого нового альбому «Il tempo, il nulla, l'amore ed io».

## 2011
У фестивалі взяли участь Джанні Моранді (Gianni Morandi), Маріо Біонді (Mario Biondi), Емма (Emma), Ліно Банфі (Lino Banfi), Янніс Плутархос, Деметра Теодосіу (Demetra Teodosiu) та інші.

## 2012
Учасниками фестивалю стали: Кекко Дзалоне (Checco Zalone) (відомий комік з Апулії, зокрема за фільм «Який прекрасний день» (італ. «Che bella giornata»)), Массімо Раньєрі (Massimo Ranieri), П'єрдавіде Кароне (Pierdavide Carone) (Учасник Санремо-2012 з піснею Лучіо Далли), Умберто Тоцці (Umberto Tozzi) та інші.
Протягом кількох років хорошою традицією стала участь, як диригента оркестру, композитора Алтерізіо Паолетті (Alterizio Paoletti), з яким Аль Бано не так давно розпочав тісну співпрацю.